# Goethe en la ventana

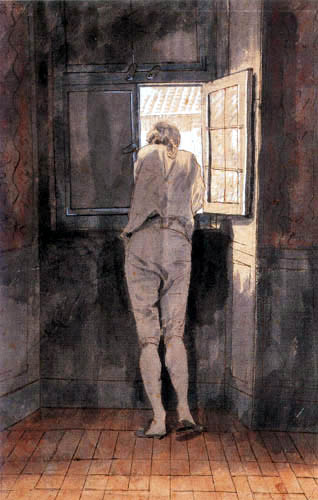
Goethe en la ventana, Johann Heinrich Wilhelm Tischbein.

Goethe en la ventana es una acuarela de 1786-7 del pintor alemán Johann Heinrich Wilhelm Tischbein. Representa al poeta Johann Wolfgang von Goethe mirando por la ventana del apartamento en Roma que compartía con el artista.
La acuarela forma parte de la colección de Freies Deutsches Hochstift desde 1955. 

## Fondo
Tischbein se mudó a Italia en 1783, después de recibir un estipendio del duque Ernesto II de Sajonia-Gotha-Altemburgo por recomendación de Goethe.  Permaneció allí hasta 1799, y se encontró con Goethe durante el "viaje a Italia" de 1786 a 1788 de este último. Tischbein compartió casa en la Via del Corso de Roma con los pintores Friedrich Bury, Johann Heinrich Meyer, Johann Heinrich Lips y Johann Georg Schütz. Goethe se alojó durante más de un año, a partir de octubre de 1786 , en ese piso compartido, que hoy alberga el museo Casa de Goethe. Durante este tiempo, Tischbein pintó la acuarela Goethe en la ventana y su obra más famosa, Goethe en la campiña romana.
Del estudio de la distribución del piso de Via del Corso se deduce que este dibujo representa a Goethe en su dormitorio, que daba a Via Fontanella. 